# Werner Weinrich

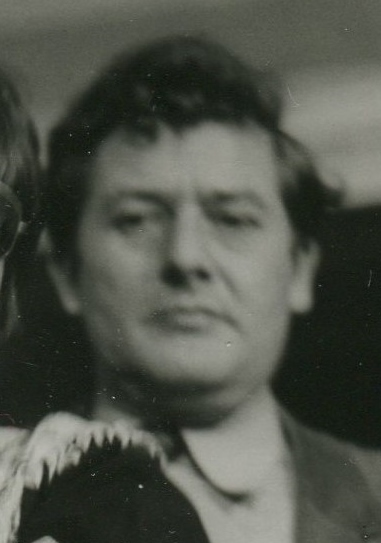
Werner Weinrich 1981

Werner Weinrich (* 12. Juni 1938 in Worbis; † 14. Februar 2024 in Hamburg) war ein deutscher Gewerkschafter, SPD-Politiker und Abgeordneter der Hamburgischen Bürgerschaft.

## Leben
Werner Weinrich besuchte die Volksschule von 1945 bis 1953 und machte anschließend eine Lehre als Zimmermann. Nachdem er 1956 seinen Gesellenbrief erhalten hatte, flüchtete er in die Bundesrepublik Deutschland und ging als Zimmerergeselle auf Wanderschaft. 1963 bekam er eine Anstellung bei der IG Bau-Steine-Erden in Hamburg. Die Gewerkschaft entsandte ihn von 1964 bis 1965 zum Studium auf die Sozialakademie Dortmund. 1967 wurde Weinrich zum Bezirkssekretär in Hamburg gewählt.
Nach dem Ende seiner Berufstätigkeit übernahm er 2002 ehrenamtlich den Vorsitz der Arbeiterwohlfahrt im Kreis Hamburg-Harburg.

## Politik
Werner Weinrich trat in die SPD ein und übte dort verschiedene Funktionen aus. Von 1970 bis 1978 war er Mitglied der Bezirksversammlung Hamburg-Harburg, von 1972 an als Vorsitzender der SPD-Fraktion.
1970 wurde er als Abgeordneter in die Hamburgische Bürgerschaft gewählt. Er arbeitete dort vor allem im Bauausschuss und im Ausschuss für Soziales und Jugend mit.

## Ehrenämter
- Beirat Hamburgische Zimmererkrankenkasse und Krankenkasse für Buchbinder und Feintäschner